# تراریخته در ایران
تراریخته در ایران مانند بسیاری از کشور های دیگه یک مسئله‌ای بحث‌برانگیز به‌ویژه در رسانه های این کشور است.
شروع تکنولوژی محصولات تراریخته مربوط به دهه هشتاد میلادی است. امروزه و با گذشت بیش از ۲۰ سال از عرضه این محصولات به بازار برخی عوارض نظیر ایجاد الرژی ها ناشی از محصولات تراریخته بروز کرده است. بعضی از کشورهای دنیا از جمله برخی کشورهای اروپایی، کشت این محصولات را در کشور خود ممنوع کرده‌اند و برای واردات و توزیع این محصولات نیز قوانین متعددی از جمله قانون لیبلینگ (برچسب‌گذاری) را وضع کرده‌اند. در کشورهای اروپایی نیز دو سیاست کلی ممنوعیت (نظیر فرانسه و المان)و عدم ممنوعیت (نظیر اسپانیا و پرتغال)وجود دارد.
بيشتر كشورهاي توليدكننده گياهان تراريخته در قاره آمريكا قرار دارند.
در قاره اروپا،كشور اسپانيا به كشت انبوه گياهان تراريخته با سطح كشت معادل يا بيش از ۵۰ هزار هكتار ميپردازد.
۵ كشور عمده توليدكننده گياهان تراريخته عبارتند از: آمريكا )با ۹ / ۷۲ ميليون هكتار سطح زيركشت(،
برزيل ) ۱ / ۴۹ ميليون هكتار(، آرژانتين ) ۸ / ۲۳ ميليون هكتار(، هند و كانادا نيز هر كدام با حدود ۱۱ ميليون هكتار.
در كل ۱ / ۱۸۵ ميليون هكتار از سطح كشت جهان در سال ۲۰۱۶ به كشت گياهان تراريخته اختصاص يافته است و در مجموع بيش از ۲ ميليارد هكتار از زمينهاي زراعي توسط حدود ۲۸ كشور از سال ۱۹۹۶ تا ۲۰۱۶ به زير كشت گياهان تراريخته رفته است.
تقریبا تمام کشور های دنیا واردات محصولات تراریخته را انجام می دهند. به عنوان مثال آلمان سالانه نزدیک به شش میلیون تن سویا و کنجاله سویا که قسمت عمده آن تراریخته است برای خوراک دام وارد می کند.. هم چنین کشورهای اتحادیه اروپا سالانه حدود ۳۶ میلیون تن سویا تراریخته وارد می کنند..
ایران نیز مانند بسیاری کشورها از مشتریان محصولات تراریخته است. بر اساس گزارشی در بهمن ۶, ۱۳۹۷ سالیانه حدود ۵ میلیارد دلار واردات محصولات تراریخته دارد.
محصولات غذایی تراریخته وارداتی مانند ذرت و سویای تراریخته مدت هاست که در  سبد غذایی خانوارهای ایرانی وجود دارد. در سالیان اخیر نشانه گزاری محصولات تراریخته به عنوان حق مصرف کنندگان درقوانین ایران وارد و در بسیاری محصولات تجاری اعمال می شود.

## آیین‌نامه‌ها
آئین‌نامه‌ای در سازمان حفاظت محیط زیست برای واردات، صادرات و رهاسازی محصولات تراریخته تدوین شده بود که این آئین‌نامه مورد اعتراض همه دستگاه‌های ذی‌صلاح از جمله وزارت جهاد کشاورزی، وزارت بهداشت و وزارت علوم قرار گرفت. نیره خوش خلق سیما معاونت جدیدِ آموزش و پژوهش سازمان محیط زیست معتقد است آئین‌نامه‌ای که در سازمان حفاظت محیط زیست پیش از حضور وی، برای واردات، صادرات و رهاسازی محصولات تراریخته تدوین شده بود فراتر از وظایف سازمان حفاظت محیط زیست و در کار دستگاه‌های دیگر دخالت کرده بوده‌است.

## وضعیت تولید
در ایران مقدار، نوع، و منبع محصولات تراریخته مشخص نیست. احتمالاً پنجاه تا صد هزار هکتار زمین، زیر کشت برنج تراریخته قرار دارد. گذاشتن برچسب بر روی بسته محصول تراریخته الزامی است. در تولید پف فیل از ذرت تراریخته استفاده می‌شود. گفته می‌شود که تقریباً تمام روغن مصرفی در ایران از محصولات تراریخته است. بین سال‌های ۱۳۸۶ تا ۱۳۹۶ سالانه دست کم پنج میلیارد دلار آمریکا محصول تراریخته وارد ایران شده‌است. تاکنون چگونگی صدور مجوزهای مرتبط اعلام نشده‌است.
به گفتهٔ نیراعظم خوش خلق سیما در جلسه بررسی مسائل و چالش‌های بخش انتقال ژن، علاوه بر برنج و پنبه تراریخته، سیب زمینی، ذرت و کلزای تراریخته نیز در دستور کار تولید و دریافت مجوز است، وی معتقد است «نانِ برخی درمخالفت با تراریخته است». نیراعظم خوش خلق سیما تأکید دارد علاوه بر برنج تراریخته و پنبه تراریخته، سیب زمینی، ذرت و کلزای تراریخته را نیز خواهیم داشت. او طی حکمی رئیس دبیرخانه شورای ایمنی زیستی شده‌است. گفتنی است، پیش از خوش خلق سیما، شهاب الدین منتظمی ریاست دبیرخانه شورای ملی ایمنی زیستی را برعهده داشت.
بنا به گفته رسول دیناروند رئیس سازمان غذا و دارو، بیش از ۹۰ درصد روغن‌های خوراکی در کشور ایران از دانه‌های روغنی تراریخته تولید می‌شود؛ و حتی قرار است در برنامه ششم توسعه مزارع کشور نیز با اولویت برنج و پنبه به کشت تراریخته‌ها اختصاص یابد؛  برخی از مخالفان تراریخته به این تصمیم اعتراض کردند.

## محصولات تراریخته در ایران
سابقه بیوتکنولوژی در ایران به سال ۱۳۶۲ بر می گردد. در این سال، پژوهشکده بیوتکنولوژی سازمان پژوهش های علمی و صنعتی، فعالیت های خود را در زمینه بیوتکنولوژی سنتی آغاز کرد و به تدریج پژوهش های آن در راستای بیوتکنولوژی نوین هدایت گردید.  از سال ۱۳۶۲ با تأسیس مرکز ملی تحقیقات مهندسی ژنتیک و تکنولوژی زیستی، توجه به بیوتکنولوژی آغاز گردید. به تدریج مؤسسه ها ی پژوهشی از قبیل مؤسسه رازی، انستیتو پاستور ایران، مؤسسه تحقیقات اصلاح و تهیه نهال و بذر، مؤسسه تحقیقات جنگل ها و مراتع، مؤسس ه تحقیقات آب و خاک، مؤ سسه تحقیقات برنج، تأسیس شدند و در چندین دانشگاه هم بخش های بیوتکنولوژی تأسیس گردید.
در ایران تولید آزمایشگاهی برخی از محصولات تراریخته در مراکز علمی و دانشگاهی از حدود بیست و پنج سال قبل آغاز شده‌است. اولین محصول کشاورزی تراریخته، رقمی از برنج است که در برابر کرم ساقه‌خوار برنج Chilo suppressalis مقاومت نشان می‌دهد. محصولات دیگری نظیر سیب‌زمینی و پنبه نیز تولید شده‌اند و در حال طی کردن مراحل نهایی ارزیابی و اخذ مجوز رهاسازی هستند.
دولت جمهوری اسلامی ایران همگام با سایر کشورهای تولیدکننده محصولات تراریخته در تاریخ ۳ خرداد ۱۳۸۲ پروتکل ایمنی زیستی کارتاهنا را امضا نمود و در تاریخ ۲۳ مرداد سال ۱۳۸۲ پس از تصویب مجلس شورای اسلامی، به پروتکل ایمنی زیستی کارتاهنا پیوست و در تاریخ ۳۲ بهمن ۱۳۸۲ این پروتکل برای جمهوری اسلامی ایران لازم الاجرا گردید.
طرح پیشنهادی کمیسیون کشاورزی، آب و منابع « طبیعی مجلس تحت عنوان» قانون ملی ایمنی زیستی ایران  در تاریخ ۷/۵/۱۳۸۸به تصویب مجلس شورای اسلامی رسید.
در دی‌ماه سال ۱۳۸۷ دولت این لایحه را از مجلس باز پس گرفت و حدود دو هفته پس از اين اقدام دولت کمیسیون کشاورزی, آب و منابع طبیعی مجلس. طرحی را بر مبنای همان لایحه پیشنهادی عودت‌شده دولت تحت عنوان «قانون ملی ایمنی زیستی» ارائه نمود و همین طرح با وجود مخالفت سازمان حفاظت محیط زیست. به عنوان قانون در جلسه علنی مورخ ۱۳۸۸٫۵٫۷در ۱۱ ماده به تصویب مجلس شورای اسلامی رسید .

## ابعاد سیاسی
متأسفانه موضوع تراریخته به جای کاربرد یافتن در زندگی مردم، به کشمکشی سیاسی در کشور ایران مبدل شده و گروه‌های مختلف بر اساس درگیری‌های شخصی به دنبال اثبات مواضع خود هستند و دعواهای شخصی و دخالت افراد بی  اطلاع و غیر متخصص مانع از تصمیم گیری افراد بر اساس اظهار نظرهای افراد متخصص این رشته شده است.

## گاه‌شمار
- مصوبه شورای گسترش آموزش عالی برای راه اندازی مرکز ملی تحقیقات مهندسی ژنتیک و تکنولوژی زیستی ۱۳۶۶
- تأسیس مرکز ملی تحقیقات مهندسی ژنتیک و تکنولوژی زیستی و پژوهشکده زیست فناوری دهه ۱۳۶۰
- انتشار تحقیق تراریخته کردن برنج طارم مولایی و مقاوم کردن آن به دو کرم ساقه‌خوار برنج ۱۳۷۶
- کاشت طارم مولایی تراریخته در ابعاد صنعتی ۱۳۸۳
- تصویب سند ملی زیست فناوری ۱۳۸۳
- تصویب طرح تشکیل شورای عالی فناوری در هیئت وزیران ۱۳۸۴
- نخستین برداشت برنج تراریخته طارم مولایی ۱۳۸۳
- تصویب قانون ایمنی زیستی ۱۳۸۸
- تصویب ممنوعیت تولید، واردات و مصرف محصولات تراریخته بدون مجوز قانونی ۱۳۹۶
- تصویب سیاست‌ها و راهبردهای اجرایی ایمنی زیستی در سال ۱۳۹۶